# Peter Ullrich
Peter Ullrich (* 23. August 1976 in Naumburg (Saale)) ist ein deutscher Soziologe und Kulturwissenschaftler.

## Leben
Nach einem Studium der Kulturwissenschaften, Soziologie und Germanistik an der Universität Leipzig, das er 2002 als Magister Artium abschloss, absolvierte Peter Ullrich ebendort Aufbaustudien in Philosophie, Logik- und Wissenschaftstheorie sowie ein Promotionsstudium im Doktorandenprogramm „Transnationalisierung und Regionalisierung vom 18. Jahrhundert bis zur Gegenwart“. Mit einer Arbeit zum Thema „Der Nahostkonflikt und die Linke in Großbritannien und der BRD“ wurde er 2007 an der Freien Universität Berlin zum Dr. phil. in Soziologie promoviert. Danach arbeitete er als Wissenschaftlicher Mitarbeiter am Universitätsklinikum der Universität Leipzig, wo er 2011 erneut promovierte (Dr. rer. med., Thema: Alte Psychoanalytiker/innen) und als Postdoc-Researcher am Deutschen Jugendinstitut in Halle.
Nach einer Zeit als Gastwissenschaftler am Wissenschaftszentrum Berlin für Sozialforschung wechselte er 2012 an die Technische Universität Berlin. Dort ist er Mitarbeiter am Zentrum Technik und Gesellschaft und Fellow am Zentrum für Antisemitismusforschung. Am Zentrum Technik und Gesellschaft leitete er bis Mai 2020 den Forschungsbereich „Soziale Bewegungen, Technik, Konflikte“. Er ist außerdem Teil des Instituts für Protest- und Bewegungsforschung.

## Öffentliches Wirken und wissenschaftliche Kontroversen

### Antisemitismus und Antisemitismusdebatten
Im Streit um Antisemitismusvorwürfe gegen die Partei „Die Linke“ im Jahre 2011 nahm er die Partei gegen Vorwürfe in Schutz. Generell kritisiert aber auch er Teile der politischen Linken für ihren Antisemitismus, andere für ihren Philosemitismus und ihre Israelsolidarität sowie rassistische Tendenzen.
Seine gemeinsam mit Michael Kohlstruck am Zentrum für Antisemitismusforschung (ZfA) verfasste Studie „Antisemitismus als Problem und Symbol“ über verschiedenartige und konkurrierende Deutungen von Antisemitismus führte im Jahr 2015 zu einer Kontroverse. Das Berliner American Jewish Committee sah in der Studie einen aus seiner Sicht unzutreffenden Vorwurf, nach dem „jüdische und zivilgesellschaftliche Organisationen antisemitische Vorfälle übertrieben und instrumentalisierten“. Die beiden Autoren, der Projektleiter Werner Bergmann, und die Leiterin des ZfA, Stefanie Schüler-Springorum, wiesen dies als politisch motiviert zurück. Das AJC habe den Kern der Analyse verkannt. Die Studie beinhalte keine Vorwürfe, sondern sei eine wissenschaftliche Darstellung der verschiedenen Positionen der Debatte und ihrer jeweiligen Hintergründe, also eine soziologische „Beobachtung der Beobachter“. Ullrich und Kohlstruck nahmen die Kontroverse wiederum zum Anlass für eine Analyse der „Muster der öffentlichen Kommunikation über Antisemitismus“ in der Zeitschrift conflict & communication online.

### Soziale Bewegungen und Polizei
Ullrich forscht über polizeilichen Umgang mit Protesten, insbesondere Videoüberwachung von Demonstrierenden und deren Gegenreaktionen. Er ist Sprecher des Arbeitskreises „Soziale Bewegungen und Polizei“.
Im Vorfeld des G20-Gipfels in Hamburg 2017 kritisierte Ullrich die Hamburger Polizei und die Haltung des Innensenators Andy Grote (SPD), der sagte, sich im Zweifel auch über politische Entscheidungen hinweg zu setzen. Er sah darin einen Freibrief für die Polizei Hamburg, denn Grote habe deutlich gemacht, die Behörde könne machen, was sie wolle. Laut Ullrich sei dieses Vorgehen bei sozialen Konflikten oft zu beobachten. „Die Polizei wird vorgeschoben - und aus dem eigentlichen Konflikt zwischen Protestierenden und Politik wird ein Konflikt zwischen Protestierenden und Polizei.“ Somit sei die Politik aus der Schusslinie. Durch solch massiven Polizeieinsätze wie in Hamburg käme es auch zu einer Polarisierung in der Gesellschaft insgesamt. „Ein Teil der Menschen kritisiere die Polizei massiv, während Personen aus dem konservativ-ordnungspolitischen Milieu eine noch härtere Gangart einforderten“, sagte er gegenüber der ARD. Dieses Dilemma versuche die Polizei Hamburg und die Hamburger Politik auf Kosten der Demonstranten aufzulösen – indem sie mit aller Härte durchgreife. „Abwägungen finden gar nicht mehr statt, da ist jedes Maß verlorengegangen.“ Ullrich bezeichnete dies als eine „höchst problematische Situation“. Die Polizei sei eigentlich durch Gesetz und Gerichtsurteile verpflichtet, sich „versammlungsfreundlich“ zu verhalten.
Wie andere Protest- und Polizeiforscher fordert auch Ullrich eine unabhängige Untersuchung der Vorfälle.

## Mitgliedschaften
Ullrich ist Mitglied des Konzils der Deutschen Gesellschaft für Soziologie und nach eigenen Angaben Mitglied des Beirates der Zeitschrift Diskurs und Advisor von Discussing World Politics. 2023 trat Ullrich der Partei Die Linke bei.

## Schriften (Auswahl)

### Monografien
- Gegner der Globalisierung? Protest-Mobilisierung zum G8-Gipfel in Genua, Hochschulschriften Bd. 6, Leipzig/Schkeuditz: GNN, 2003.
- Begrenzter Universalismus. Sozialismus, Kommunismus, Arbeiter(innen)bewegung und ihr schwieriges Verhältnis zu Judentum und Nahostkonflikt, Berlin: AphorismA, 2007
- Die Linke, Israel und Palästina. Nahostdiskurse in Großbritannien und Deutschland, Berlin: Dietz, 2008.[17]
- Königsweg der Befreiung oder Sackgasse der Geschichte? BDS | Boykott, Desinvestition und Sanktionen. Annäherungen an eine aktuelle Debatte. AphorismA Verlagsbuchhandlung, Berlin 2011, Reihe: Kleine Texte, Nr. 38 (zus. mit Kathrin Vogler und Martin Forberg).
- Die Mitte im Umbruch. Rechtsextreme Einstellungen in Deutschland, Bonn: Dietz, 2012 (von Decker, Oliver; Kiess, Johannes; Brähler, Elmar, unter Mitarbeit von Benjamin Schilling und Peter Ullrich).[18]
- Linke, Nahostkonflikt, Antisemitismus. Wegweiser durch eine Debatte. Eine kommentierte Bibliografie, Reihe „Analysen“, Berlin: Rosa-Luxemburg-Stiftung, 2012.[19]
- Deutsche, Linke und der Nahostkonflikt. Politik im Antisemitismus- und Erinnerungsdiskurs, Göttingen: Wallstein, 2013[20].
- Antisemitismus als Problem und Symbol. Phänomene und Interventionen in Berlin, Berlin: Landeskommission Berlin gegen Gewalt, 2015 (zus. mit Michael Kohlstruck)[21].

### Herausgeberschaften
- Europa – Transnationale Normierung und nationales Beharren (hrsg. zus. mit Thomas Kachel), Berlin: Dietz, 2005.
- Kritik mit Methode? Forschungsmethoden und Gesellschaftskritik (hrsg. zus. mit Freikamp, Ulrike; Leanza, Matthias; Mende, Janne; Müller, Stefan; Voß, Heinz-Jürgen), Berlin: Dietz 2008.
- Kontrollverluste. Interventionen gegen Überwachung (hrsg. von Leipziger Kamera), Münster: Unrast Verlag, 2009
- Prevent and Tame. Protest under (Self-)Control (hrsg. zus. mit Florian Heßdörfer und Andrea Pabst), Berlin: Dietz, 2010.
- Conceptualising Culture in Social Movement Research (hrsg. zus. mit Britta Baumgarten und Priska Daphi), Basingstoke: Palgrave Macmillan, 2014.
- Was ist Antisemitismus? Begriffe und Definitionen von Judenfeindschaft (hrsg. zus. mit Sina Arnold, Anna Danilina, Klaus Holz, Uffa Jensen, Ingolf Seidel und Jan Weyand), Wallstein, Göttingen 2024.